# Friedrich Georg Wieck

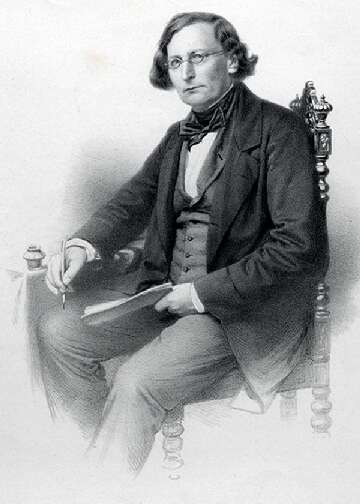
Friedrich Georg Wieck

Friedrich Georg Wieck, född 24 juli 1800, död 17 januari 1860 i Leipzig, var en tysk företagare och författare inom teknik.
Wieck var son till en köpman i staden Schleswig och sedan 1820 biträde i en butik för spetsar i Annaberg. Han insåg snart de stora bristerna i den tyska textilindustrin. Vid den mekaniska verkstaden i Chemnitz konstruerade han 1829-30 en Bobinett-vävstol, den första maskinen i sitt slag i Tyskland. Han intresserade sig också för teknisk utveckling och patentskyddet för uppfinningar.

## Skrifter
- Grundsätze des Patentwesens, Chemnitz, 1839, digital faksimil från Max-Planck-Institut für europäische Rechtsgeschichte
- Industrielle Zustände Sachsens, 1840, digital faksimil från Köln
- Sachsen in Bildern, 1841
- Die Manufaktur- und Fabrikindustrie des Königreichs Sachsen, Leipzig, 1845, digital faksimil från Köln
- Das Buch der Erfindungen, Gewerbe und Industrien, flera upplagor, förlaget Otto Spamer, Leipzig, flera svenska översättningar, se Uppfinningarnas bok

Utgivare av branschtidskriften Deutsche Illustrierte Gewerbezeitung.